# Anchietea exaltata
Anchietea exaltata là một loài thực vật có hoa trong họ Hoa tím. Loài này được Eichler mô tả khoa học đầu tiên năm 1871.